# Jonathan Moore
Jonathan Moore (ur. 31 maja 1984) – angielski lekkoatleta specjalizujący się w trójskoku.

## Największe osiągnięcia
| Rok  | Rodzaj zawodów                        | Miasto    | Konkurencja | Miejsce | Wynik   |
| ---- | ------------------------------------- | --------- | ----------- | ------- | ------- |
| 2001 | Mistrzostwa świata juniorów młodszych | Debreczyn | trójskok    | 1.      | 16,36 m |
| 2001 | Mistrzostwa Europy juniorów           | Grosseto  | trójskok    | 2.      | 16,43 m |

## Rekordy życiowe
- trójskok – 16,43 m (2001)
- skok w dal – 8,03 m (2002)

Jego ojciec – Aston Moore również z powodzeniem startował w trójskoku.